# Режю
Режю (или Рэджья) — небольшое озеро в восточной Литве, расположено на территории Швенчёнского района. Принадлежит бассейну Жеймены.
Находится в 7 км к северо-западу от города Пабраде. Лежит на высоте 136,1 метров над уровнем моря. Имеет сложную форму. Длина озера составляет около 1,85 км, ширина до 0,51 км. Площадь водной поверхности — 0,315 км².
Озеро неглубокое — максимальная глубина 3 м. Берега пологие, широко заболоченные. Все озеро сильно заросло водной растительностью. Имеются 2 острова площадью 2,6 га и 0,02 га. На дне — карбонизированный ил. Берега озера в основном покрыты лесом.
В озеро впадает ручей, вытекающий из соседнего озера Лаумянай. Через Режю протекает река Дубинга (приток Жеймены).